# Deutsche Aktuarvereinigung
Die Deutsche Aktuarvereinigung (DAV) ist die berufsständische Vertretung der als Aktuare in Deutschland tätigen Versicherungs-, Bauspar- und Finanzmathematiker in der Rechtsform eines eingetragenen Vereins mit Sitz in Köln. Vorsitzende ist seit April 2025 Susanna Adelhardt. Hauptgeschäftsführer ist Michael Steinmetz. Weitere Geschäftsführer sind Birgit Kaiser und Henning Wergen.

## Geschichte
Im Deutschen Verein für Versicherungswissenschaft e. V. konstituierte sich am 4. April 1903 in Berlin die „Abteilung für Versicherungsmathematik“. 1935 gründete sich der Deutsche Aktuarverein in Berlin. 13 Jahre später, am 18. Oktober 1948, wurde in Rothenburg ob der Tauber die Deutsche Gesellschaft für Versicherungsmathematik (DGVM) gegründet. Im Jahr 1951 verschmolzen die DGVM und der Deutsche Aktuarverein zur Deutschen Gesellschaft für Versicherungsmathematik (Deutscher Aktuarverein). Der Deutsche Aktuarverein wurde daraufhin aus dem Vereinsregister gelöscht.
Im Jahr 1980 gründete die Gesellschaft für Versicherungsmathematik zusammen mit der Arbeitsgemeinschaft für betriebliche Altersversorgung e. V. und der Vereinigung der unabhängigen freiberuflichen Versicherungs- und Wirtschaftsmathematiker in der Bundesrepublik Deutschland e. V. das IVS-Institut der versicherungsmathematischen Sachverständigen für Altersversorgung e. V. mit der Aufgabe, die berufsständischen Belange der versicherungsmathematischen Sachverständigen zu fördern und sich für die öffentliche Anerkennung des Berufsstandes einzusetzen.
Mit der Umsetzung der 1. und 3. Lebensversicherungs-Richtlinien und dem damit verbundenen Wegfall der aufsichtsbehördlichen Bedingungs- und Tarifgenehmigung führte der Gesetzgeber 1994 die Institution des Verantwortlicher Aktuars ein. Der Gesetzgeber sprach die Erwartung aus, dass mit dem Aufbau einer Standesorganisation für die Verantwortlichen Aktuare mittel- bis langfristig auch in Deutschland eine vergleichbare Situation geschaffen werde wie in Großbritannien. Dieser Aufgabe nahm sich die Deutsche Gesellschaft für Versicherungsmathematik bereits im laufenden Gesetzgebungsverfahren an. Daraufhin wurde am 5. Februar 1993 die Deutsche Aktuarvereinigung (DAV) mit dem Sitz in Köln gegründet. Die Eintragung in das Vereinsregister beim Amtsgericht Köln erfolgte am 14. April 1993. Seitdem fungieren die DAV und die seit 1994 unter der Abkürzung DGVM firmierende Deutsche Gesellschaft für Versicherungsmathematik als Schwesterorganisationen. Am 26. April 2002 änderte die DGVM ihren Namen in Deutsche Gesellschaft für Versicherungs- und Finanzmathematik (DGVFM) und dokumentierte damit auch im Namen die erweiterten Aufgabengebiete der Vereinigung.
Um den sich ändernden Anforderungen an die Aktuare Rechnung zu tragen, gründete die Deutsche Aktuarvereinigung 2010 zusammen mit zahlreichen anderen nationalen Aktuarvereinigungen die CERA Global Association, die die Ausbildung zum Certified Enterprise Risk Actuary organisiert.

## Mitgliedschaft
| Jahr | Mitglieder | neue Mitglieder | neue Aktuare in Ausbildung | Aktuare in Ausbildung | Q     |
| ---- | ---------- | --------------- | -------------------------- | --------------------- | ----- |
| 2023 | 6392       | 327             |                            | 1600                  |       |
| 2022 | 6132       | 358             |                            | 1600                  |       |
| 2021 | 5799       | 192             |                            | 1600                  |       |
| 2020 | 5603       | 322             |                            | 1600                  |       |
| 2019 | 5353       | 266             |                            | 1600                  |       |
| 2018 | 5175       | 262             |                            | 1600                  |       |
| 2017 | 4950       | 241             |                            | 1600                  |       |
| 2016 | 4766       | 244             | 365                        | 1600                  | [ 2 ] |
| 2015 | 4465       | 287             | 377                        | 1600                  | [ 3 ] |
| 2014 | 4279       | 234             | 329                        |                       | [ 4 ] |
| 2013 | 4003       | 285             | 443                        |                       | [ 5 ] |
| 2012 | 3787       | 221             |                            |                       | [ 6 ] |
| 2000 | 1668       | 141             |                            |                       | [ 7 ] |
| 1998 | 1388       |                 |                            | 760                   | [ 8 ] |
| 1995 | 1100       |                 |                            |                       | [ 9 ] |

Nach eigenen Angaben sind rund 6.500 Mitglieder in der Vereinigung organisiert (Stand 14. März 2024), und zusätzlich befinden sich derzeit etwa 1.600 Versicherungs- und Finanzmathematiker im geregelten Ausbildungsgang zum Aktuar.
Der übliche Weg, die Mitgliedschaft in der Deutschen Aktuarvereinigung zu erlangen, ist das Ablegen der Prüfungen im Grund- und im Spezialwissen. Hierzu werden ein Mathematikstudium oder ein diesem vergleichbares Studium sowie eine entsprechende Berufspraxis vorausgesetzt.
Seit dem 1. Mai 2023 bietet die DAV eine neue Struktur für die Ausbildung zum Aktuar DAV / zur Aktuarin DAV an. Ziel der neuen Ausbildung ist es, die Attraktivität der DAV-Ausbildung zu steigern, zukunftsfähig aufzustellen und alle aktuariell tätigen Personen im Versicherungs und Finanzbereich für die DAV gewinnen zu können. Das neue Prüfungssystem der DAV untergliedert sich in zwei Stufen: zunächst sechs Fächer im Grundwissen und anschließend zwei Fächer im Spezialwissen.
Grundwissen:
- Wirtschaftliches und rechtliches Umfeld
- Angewandte Stochastik
- Finanzmathematik und Risikobewertung
- Versicherungsmathematik
- Modellierung und ERM
- Unternehmenssteuerung

Spezialwissen:
- Lebensversicherung
- Krankenversicherung
- Pensionen
- Schadenversicherung
- Investment
- Bausparen
- Enterprise Risk Management
- Actuarial Data Science
- Rechnungslegung

Mitgliedern ausländischer Aktuarvereinigungen, die in Deutschland als Aktuare tätig sind, kann auf Antrag eine Mitgliedschaft gewährt werden. Daneben kann die Mitgliederversammlung auf Vorschlag des Vorstands Ehrenmitglieder ernennen. Repräsentanten ausländischer Aktuarvereinigungen können durch Vorstandsbeschluss zu „korrespondierenden Mitgliedern“ ernannt werden.
Alle Mitglieder, die natürliche Personen sind, mit Ausnahme der „korrespondierenden Mitglieder“, dürfen die Bezeichnung „Aktuar DAV“ führen.

## Satzung
Zu den satzungsgemäßen Zielen zählen die Sicherstellung der Qualifikation der Aktuare basierend auf einem einheitlichen Berufsbild sowie adäquater Standesregeln sowie die Interessenvertretung der Aktuare.
Ein weiteres in der Satzung formuliertes Anliegen ist die Förderung der europäischen Gemeinsamkeit des Berufsstandes der Aktuare. Hierzu ist der Verein Mitglied in der Europäischen Aktuarvereinigung und der International Actuarial Association (IAA).
Die DAV strebt eine enge Verbindung zur Deutschen Gesellschaft für Versicherungs- und Finanzmathematik e. V. (DGVFM) an. Mitglieder der DAV können ohne ein besonderes Aufnahmeverfahren und ohne eine Beitrittserklärung Mitglied in der DGVFM werden.
Organe der DAV sind der Vorstand und die Mitgliederversammlung. Geschäftsjahr ist das Kalenderjahr.

## Veröffentlichungen
Die Deutsche Aktuarvereinigung gibt verschiedene Publikationen heraus, die sich mit fachlichen Aspekten sowie Themen der Mitgliedschaft auseinandersetzen. Hierzu erschien zwischen 1995 und 2023 das Periodikum Der Aktuar, das 2024 im Zuge einer Überarbeitung der Erscheinungsbilds der Organisation durch das DAV Journal ersetzt wurde. 2005 wurde parallel das Format Aktuar Aktuell etabliert, in dem spezifische aktuelle Themen aufbereitet werden. Zwischen 2015 und 2023 wurde kurz vor der Jahrestagung der DAV regelmäßig ein Themenheft unter dem Titel DAV-Kompass herausgegeben, das sich schwerpunktmäßig einem im Zuge der Veranstaltung diskutierten Thema widmete. 
Als Mitglied der Europäischen Aktuarvereinigung ist die Deutsche Aktuarvereinigung an deren internationalen Veröffentlichungen beteiligt, diese umfassen insbesondere das seit 2016 erscheinende Magazin The European Actuary sowie die Fachzeitschrift European Actuarial Journal.

## GAUSS-Preis
Die DAV schreibt seit 1998 alljährlich gemeinsam mit der Deutschen Gesellschaft für Versicherungs- und Finanzmathematik (DGVFM) den Gauss-Preis aus. Dieser wird für aktuelle praxisrelevante Arbeiten in Gebieten verliehen, in denen Probleme und Aufgabenstellungen der Aktuarwissenschaft entdeckt und in angemessener Form behandelt werden. Darüber hinaus soll er vor allem jüngere Aktuare und Versicherungs- und Finanzmathematiker motivieren, sich mit ungelösten Fragen der Aktuarwissenschaft zu befassen. Drei Gauss-Nachwuchspreise für das Jahr 2022 gingen an Leonie Brinker, Arne Freimann und Simon Schnürch. Mit dem Gauss-Hauptpreis wurden 2020 Gabriela Zeller und Matthias Scherer ausgezeichnet.